# Мохамед Бен Ларбі
Мохамед Бен Ларбі (фр. محمد فراس بالعربي‎, нар. 27 травня 1996) — туніський футболіст, півзахисник еміратського клубу «Аджман» та національної збірної Тунісу.

## Клубна кар'єра
У дорослому футболі дебютував 2014 року виступами за команду «Ла-Марса», в якій провів два роки, взявши участь у 19 матчах чемпіонату. 
Своєю грою за цю команду привернув увагу представників тренерського штабу клубу «Бізертен», до складу якого приєднався 2016 року. Відіграв за бізертинську команду наступні два сезони своєї ігрової кар'єри. Наступні два року відіграв за «Етюаль дю Сахель», звідки 2020 року був відданий в оренду до еміратської «Фуджайри».
У липні 2021 року на умовах повноцінного контракту став гравцем іншої еміратської команди, «Аджмана».

## Виступи за збірні
2013 року дебютував у складі юнацької збірної Тунісу (U-17), загалом на юнацькому рівні взяв участь у 6 іграх, відзначившись 2 забитими голами.
2019 року дебютував в офіційних матчах у складі національної збірної Тунісу.

## Титули і досягнення
- Переможець Кубка арабських чемпіонів: 2018-19